# Museo postale (Stoccolma)
Il Museo postale di Stoccolma (in svedese Postmuseum) è un museo postale situato nel centro di Gamla stan, il centro storico di Stoccolma. È gestito da PostNord Sverige, il servizio postale svedese e proprietario del museo.

## Edificio e storia

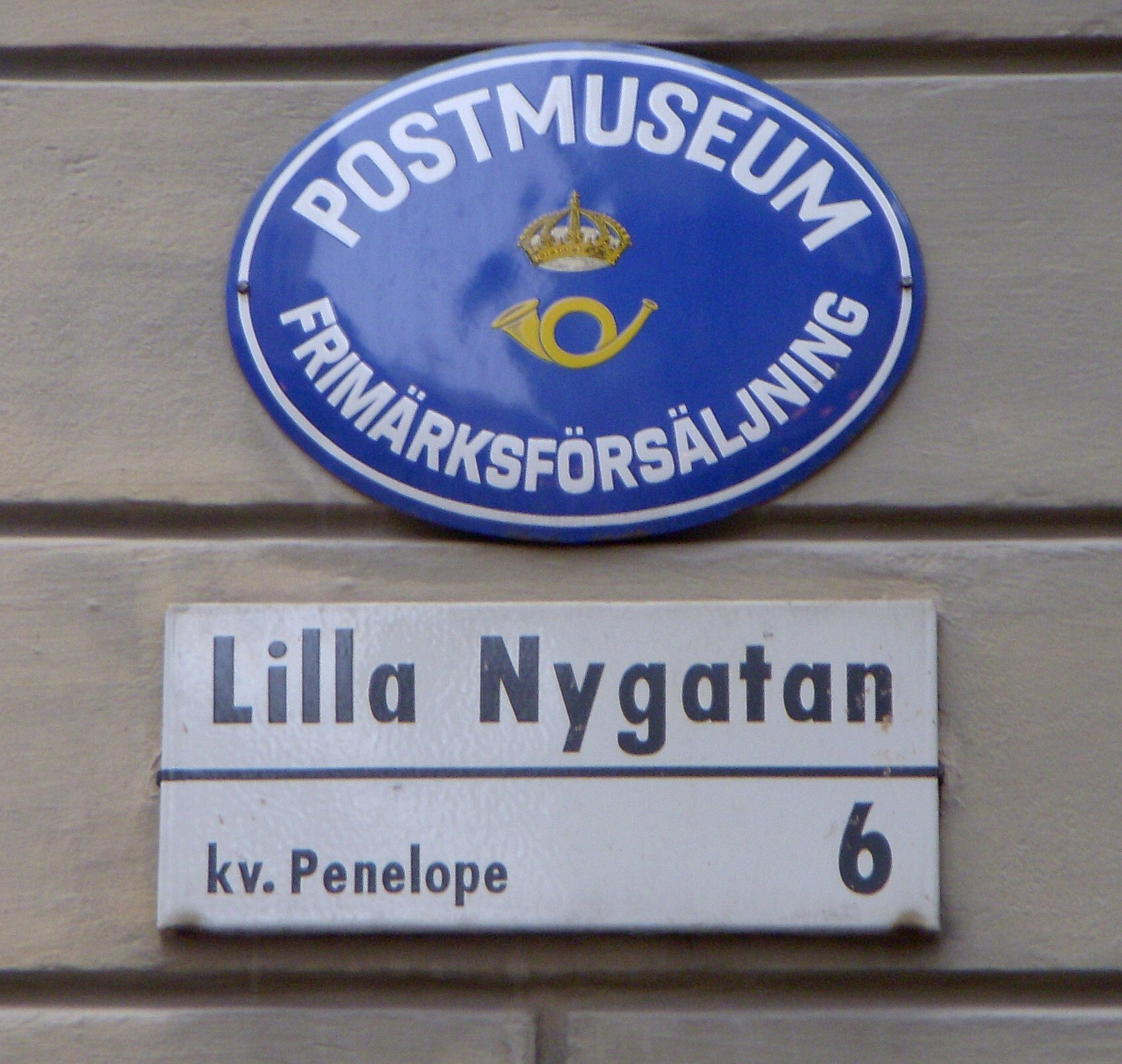
Il cartello con l'indirizzo del museo

L'edificio che ospita il Museo postale di Stoccolma risale al XVIII secolo ed è l'edificio più antico tra quelli di tutta l'organizzazione postale svedese. Venne costruito nella Città Vecchia di Stoccolma, cioè il centro storico, nel 1720, all'epoca del cosiddetto Impero svedese, e fu acquistato dall'Ufficio Postale Reale di Stoccolma. Venne ristrutturato nel 1820, all'epoca del Regno di Svezia-Norvegia, ad opera dell'architetto Fredrik Blom e, fino al 1869, ospitò l'unico ufficio postale della capitale.

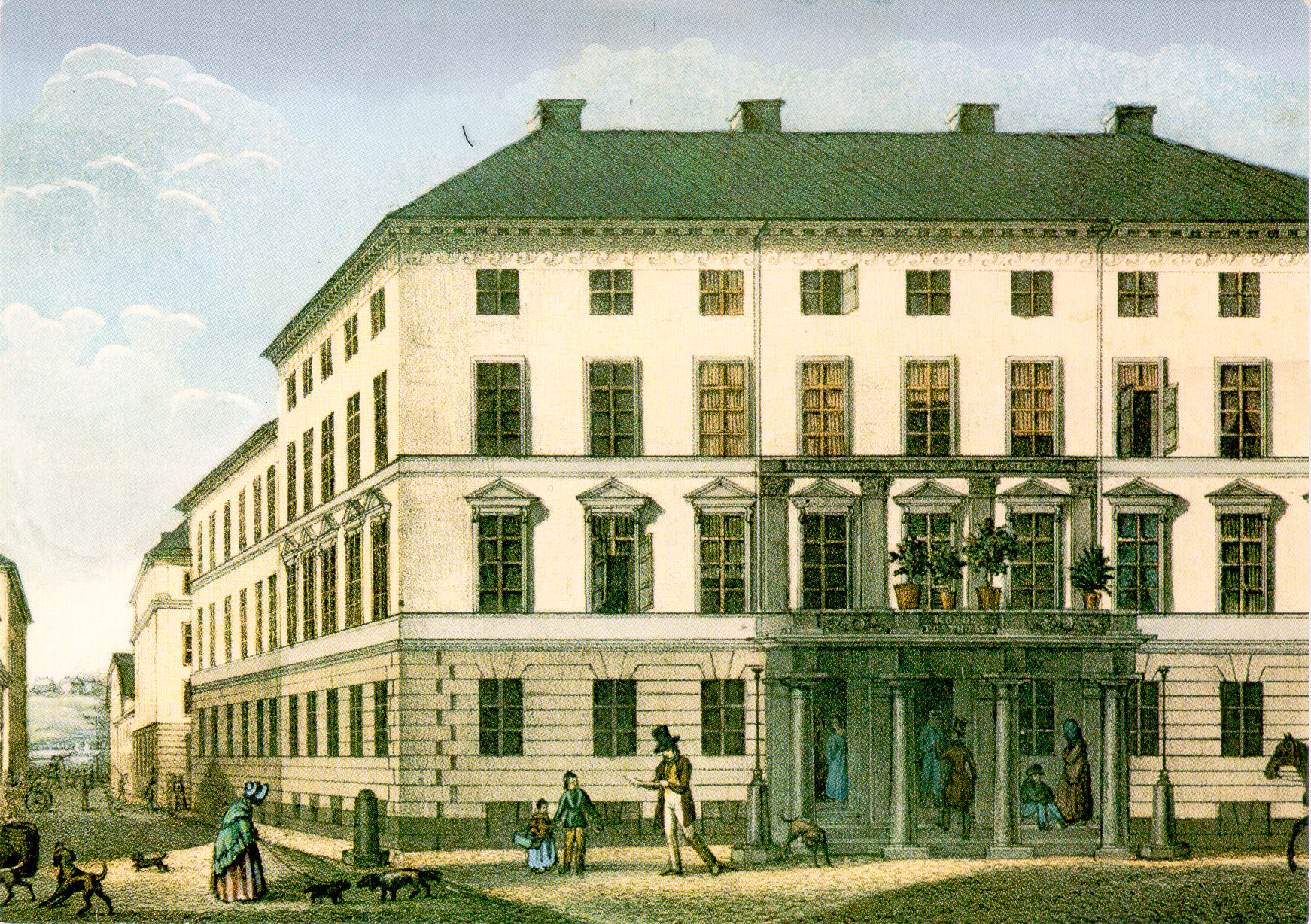
L'edificio del museo in una litografia di Ferdinand Tollin

Durante il primo incontro generale del servizio postale nordico a Stoccolma nel 1903, nell'allora ufficio postale di
Vasagatan, fu allestita un'esposizione di vecchi articoli postali svedesi, al fine di suscitare interesse nell'idea di aprire un museo postale per preservare la storia postale del paese. Così, nel 1905, fu deciso di istituire un museo delle poste e
l'edificio che aveva ospitato l'unico ufficio postale di Stoccolma per 149 anni venne convertito in museo il 15 dicembre 1906, nello stesso giorno in cui venne aperto al pubblico. Alla cerimonia d'inaugurazione furono presenti, oltre al direttore generale delle poste Edvard von Krusenstjerna (zio paterno della scrittrice Agnes von Krusenstjerna), il futuro re di Svezia Gustavo Adolfo e la principessa Margherita di Connaught. Nel corso del tempo il museo si è espanso con il numero di stanze e l'ultima sua espansione è avvenuta nel 1939. Il museo è ancora oggi di proprietà del servizio postale svedese, a cui ne è affidata la gestione.

## La biblioteca

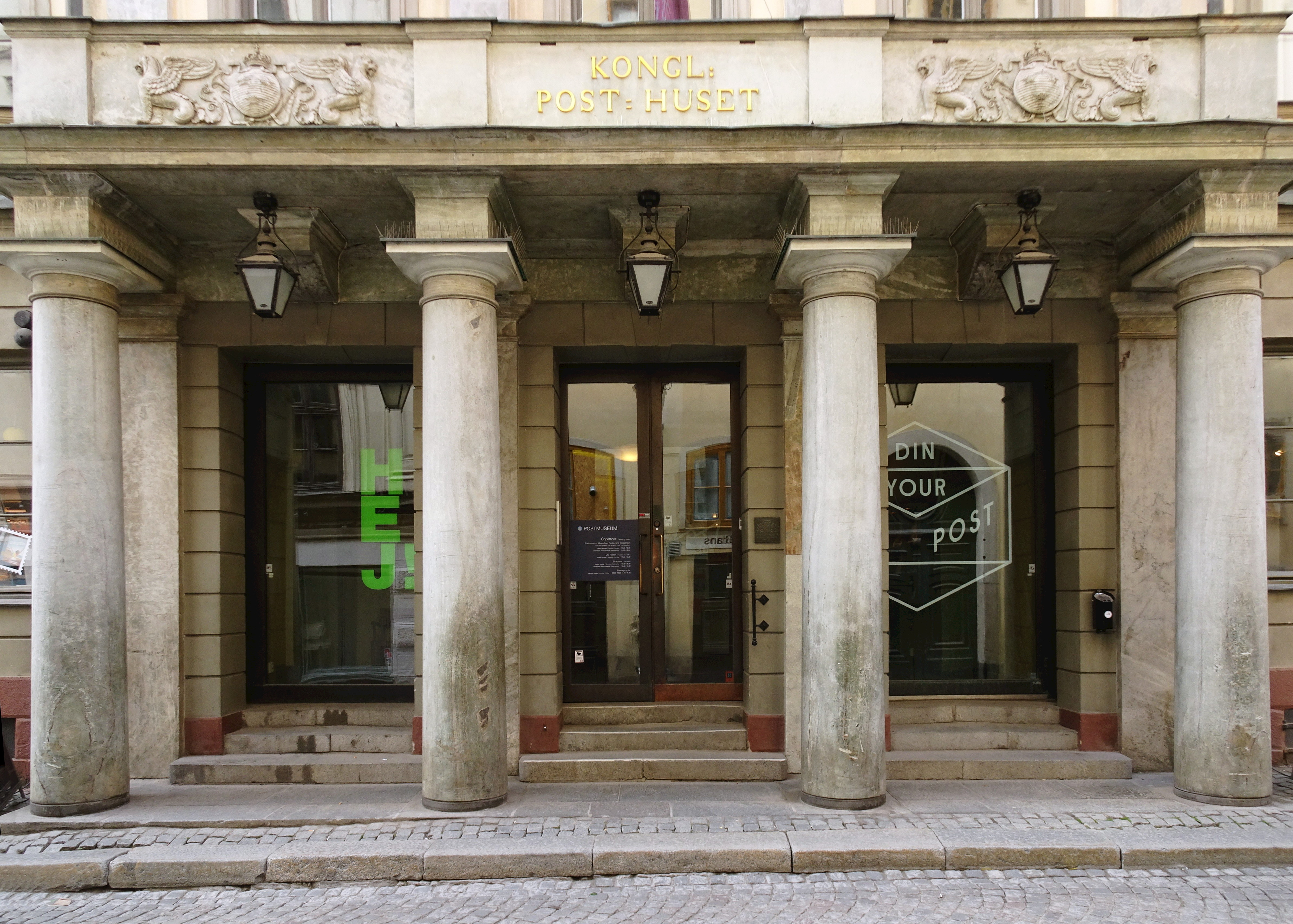
L'ingresso del Museo postale di Stoccolma. Il portico del museo è stato restaurato negli anni sessanta.

La biblioteca del Museo postale di Stoccolma è stata fondata nel 1944 ed è una delle biblioteche di filatelia e storia postale più grandi al mondo, oltre ad essere l'unica biblioteca pubblica nel paese specializzata nel settore. All'interno di essa si trovano libri, giornali, fotografie, archivi, periodici e cataloghi di francobolli, assieme ad articoli della stampa. Quando la biblioteca dell'ufficio postale di Vasagatan chiuse nel 1985, tutto il suo materiale venne trasferito nella biblioteca museale. La biblioteca del museo è in costante aggiornamento e ad oggi comprende oltre 70000 libri e 160 riviste.

## Esposizione

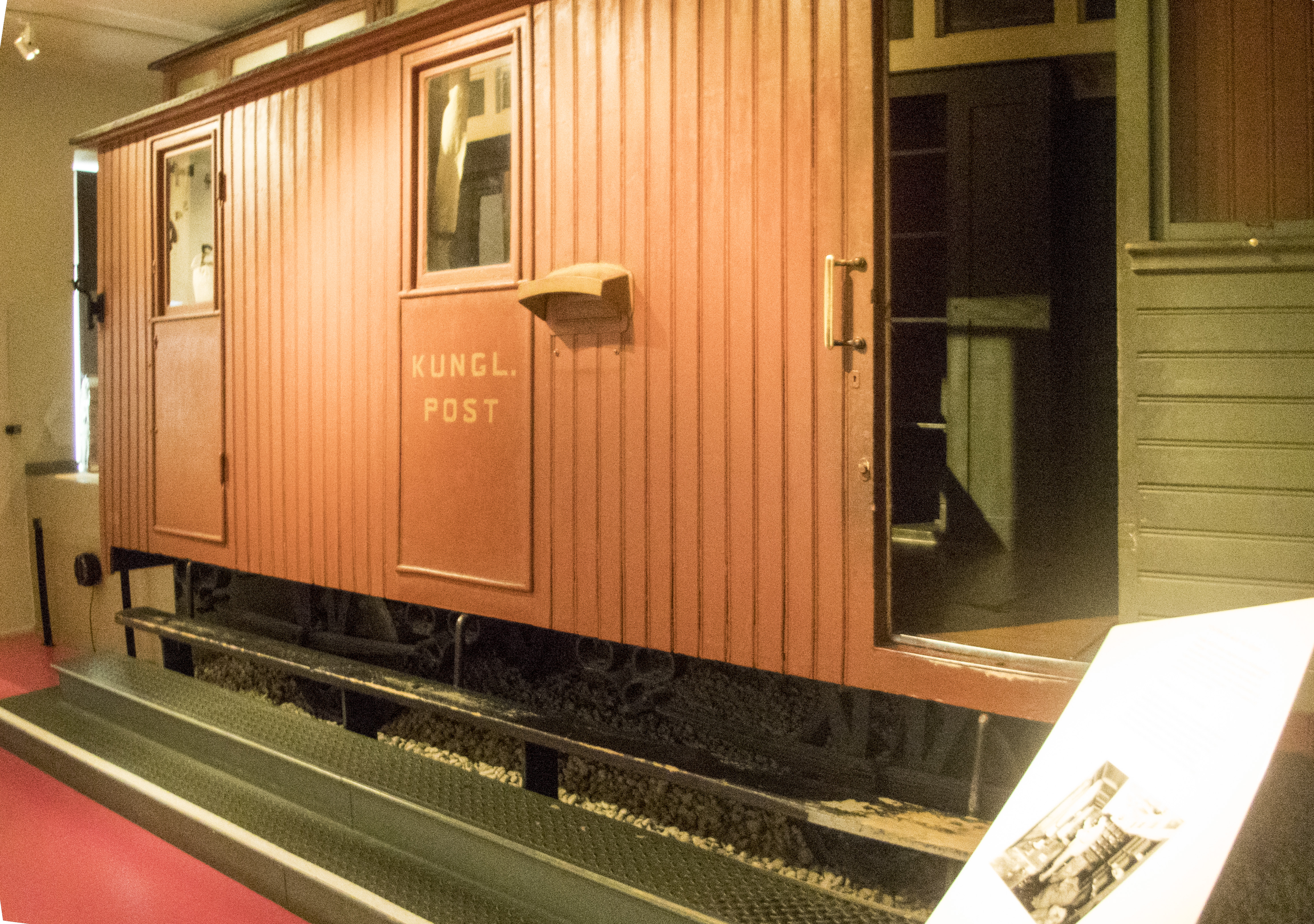
Un vagone postale esposto al museo

Per quel che riguarda la collezione postale, il Museo postale di Stoccolma comprende nella sua mostra permanente circa 18000 oggetti e veicoli postali utilizzati nel passato, come vecchi vagoni postali, carrozze, slitte, barche, cassette delle lettere, lettere, uniformi di postini, mappe, manifesti e cartoline. All'interno del museo è esposto anche il primo autobus postale che viaggiò nel nord della Svezia all'inizio degli anni trenta del Novecento.
Per quanto riguarda la collezione filatelica invece, il museo espone la prima macchina da stampa per francobolli svedese, ma la parte più importante della collezione filatelica e del museo in generale è l'incredibile numero di oltre 4 milioni di francobolli esposti nella Camera del Tesoro. Il museo organizza anche esposizioni temporanee nel campo della storia postale e della comunicazione.

## Altre attività
Il museo ospita anche un ufficio e un laboratorio postale per bambini e un negozio di francobolli. Vengono anche organizzate attività per ragazzi di tutte le età, con lo scopo di mostrare l'importanza della comunicazione.